# モリヌークス問題
| 目が見えていなかった人間が視力を獲得した場合、目が見えていなかった時に触覚その他で理解していた概念を視覚で認識出来るか。 |

モリヌークス問題（モリヌークスもんだい、Molyneux's Problem）は、哲学上の未解決問題の一つ。弁護士で光学研究の専門家でもあるウィリアム・モリノー(モリヌークス)(1656-1698)がジョン・ロックに宛てた書簡の中で示した疑問で、触覚・視覚による認識の違いと経験についての問いである。

## 内容
概要は「球体と立方体を触覚的に判別できる先天盲者が開眼手術を受けたとき、開眼した盲人は視覚だけで球体と立方体を判別できるか？」というものである。妻の失明を経験したモリヌークスが尊敬していたジョン・ロックにこの疑問を手紙で送ったのは『人間知性論』の刊行以前であった。ロックは『人間知性論』の初版ではこの疑問を取り上げなかったが、モリヌークスから二度目の手紙(1693年3月2日付)を受け取って、第二版(1694年)でこの問いを紹介した

### 解説
類似した問題は、12世紀初期にイブン・トファイル(アブバーケル)によっても提示された。これは、彼の著書『ヤクザーンの子ハイイ』(小説形式の哲学書)に見える。しかしながら、トファイルは主として形ではなく色を扱ったという違いがある。

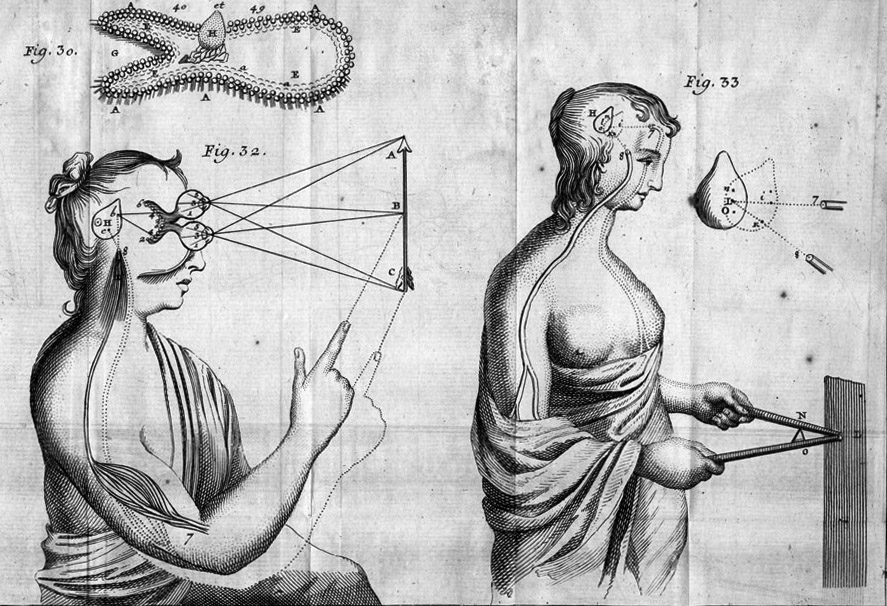
Descartes body physics 1

この問題は、「立方体」「球」といった幾何学的概念は経験によって獲得されるのか、それとも幾何学概念は一般的概念と同様に"先天的"に備わっているのか、という伝統的な哲学問題と関わっている。特にデカルトが『屈折光学』（1637年）で、盲人が対象の大きさを認識するときに杖を交差させて対象に触れその角度によって判断することを挙げ、眼球が光線の交差を使って対象の大きさを認識するとしたことが、モリヌークス問題の前提にある。デカルトが触覚と視覚に類比関係をたてたこと、および、二つの知覚を幾何学的観念のもとに還元したことに、ロックは反対したのである。幾何学的概念も知覚という経験によって形成されるのであって先天的に備わっているのではない、というのがロックにとってモリヌークス問題(モリヌークスの疑問)の主眼であった。
この問題は18世紀のイギリス・フランスでホットな問題として盛んに論じられ、そのあと異種感覚間の問題として展開され、広範囲に影響を及ぼしながら今日に至る。
知覚の様式(ここでは視覚と触覚)と事実認識の関係については、現在でも脳科学やメディア工学の領域でクロスモーダルの研究として進行形である。また、モリヌークス問題は当時の哲学者たちがこれにどう応えたかによってそれぞれの哲学的個性が浮き彫りになった点でも興味深い問題だった。

## 種々の回答
| モリヌークス |  | ジョン・ロック |
| モリヌークス |  | ジョン・ロック |

| ライプニッツ |  | バークリー |
| ライプニッツ |  | バークリー |

- モリヌークス自身は、開眼盲人は、球・立方体が視覚に対しどう作用するかの経験を得ていないので識別できない、と答えている。[5][7]
- 問われたジョン・ロックも、視覚と触覚は全く異なる感覚であるため、先天盲者は開眼して"最初に見た時"は、視覚的に球体と立方体を弁別することはできないだろうが、直接それを触ってそれぞれに名前をつければ識別できるようになる、と考えた[5][14]。ロックによれば、球体を前にしたとき、通常われわれが受ける感覚は「陰影のある平たい円形」にすぎないのだが、球体を見て、触る「経験」を重ねることでその「陰のある平たい円形」が球体であると無意識に判断する習慣を身につけるのである。[15]
- ライプニッツは、ロックの「最初に見た時」という条件をなくした上で、幾何学は理性の中に先天的にあるという原理に従って「識別できる」と『人間知性新論』に記した(1703年に書き終えたが未刊行)。(「できる」という考えの系譜として一ノ瀬正樹はポーターフィールド、ハミルトン[16]、アボット、エヴァンズといった名前を挙げている)。[7]
- ジョージ・バークリーは、視覚観念と触覚観念は異質な種であり、その結びつきは習慣的に運動を介したものに過ぎないので、両者は結びつかず触覚に基づいた視覚的弁別は不可能である、と『視覚新論』(1709年)で完全否定した。さらにバークリーは、距離知覚の問題においても同様に、運動を介さなければ異種感覚は結びつかないとした[7]。ロックの経験論をさらに精錬するのが自分の役割だと自認していたバークリーは、基本的に異なる感覚の間で共通にわかち合うことのできる観念はない、とした。すなわち「空間、外部、そしてある距離に置かれた事物、これらの観念は、厳密に言うと、視覚の対象ではな」く、「光と色以外には、視覚の直接の対象は存在しない」のだから「この両感覚に共通の観念はない」と断じている[17]
- コンディヤックは、フランスのロックと呼ばれるほどのロック支持者だったが、この問題に関してはロックを批判し、”われわれが球体を前にしたとき円形などを見るのではなく、まさに球体のように見えるものを見るのであり、たとえばレリーフが平面的に見えているときそれを実際に触って凸凹を触覚で感じてもレリーフが平面的に見えることは変わらず、そもそも「無意識的な判断」などというものはないのだ、と『人間認識起源論』(1746)で述べた。しかし、8年後に書かれた『感覚論』では「人間の感覚器官が生まれつき完全に機能していると考えたのは偏見だった」と自己修正し、「彫刻(心はあるが何の感覚ももたない仮想的人間)が、初めて球体を見たときに受け取る印象は陰影のある平たい円形である。目で見つつ触ることによって、立体感を判断するようになる」とロックと同じ立場にたった。[15]
- ディドロは『盲人に関する手紙（盲人書簡）』(1749年)で、モリヌーク問題には「生まれつきの盲人は、白内障の手術が行われるとすぐに見ることができるかどうか」という問いと、もし見えて「図形を十分判別」できたとしてその対象に「触っているときにつけていた名前」を同定できるのか(つまり触覚の経験と視覚の経験は悟性の中で結びついているのか)という二つの問いが含まれていると指摘した。ディドロは、ヴォルテールが1738年の著作でフランスに紹介したイギリス外科医チェゼルデンによる先天性白内障の少年の開眼手術(1728年)の報告から、開眼した少年が術後しばらくは何も見分けられず、事物があたかも触覚で皮膚に押し当てられるが如く眼球という「器官に押し当てられているように」感じた事を引き「幼児や生まれつきの盲人は、眼底には事物がひとしく写されているにもかかわらず、それらを認めることができない」と記した。 [18]
- 博物学者ビュフォンは友人ディドロの『盲人書簡』を同年に刊行した『人間の自然誌』の註に賞賛の言葉とともに掲載した。『盲人書簡』が無神論的であるとしてディドロはヴァンセンヌ刑務所に投獄されたが、ビュフォンは註を削除しなかった。なおビュフォンはコンディヤックよりロックを支持したため、コンディヤックに恨まれたという。[19]

| ラニョー |  | アラン |
| ラニョー |  | アラン |

- ジュール・ラニョーは『モリヌークスの問題』をアレンジして「先天性盲者が片目づつ期間をおいて開眼すると、ものがどう見えるか」という「盲人の問い」にしてリセの生徒たちに作文を課した。[20]
- ラニョーの生徒だったアランはラニョーがアレンジした盲人の問いで哲学に目覚めた[20]。アランの生徒だったシモーヌ・ヴェイユも教師時代、この問いを生徒に出している[21]。

## 医師・学者たち
- イギリスの医師ウィリアム・チェゼルデンは医学史にその名を残す偉大な外科医である[22]。同国のバークリーはR.Grantという眼科医の開眼手術に1709年『視覚新論』ですこし触れたが、『視覚論弁明』(1733年)では、チェゼルデンが「哲学会報」に載せた開眼手術の経過(1728年)を詳しく引用し自論が実証されたと記した[23]。白内障手術墜下法(図1583年)

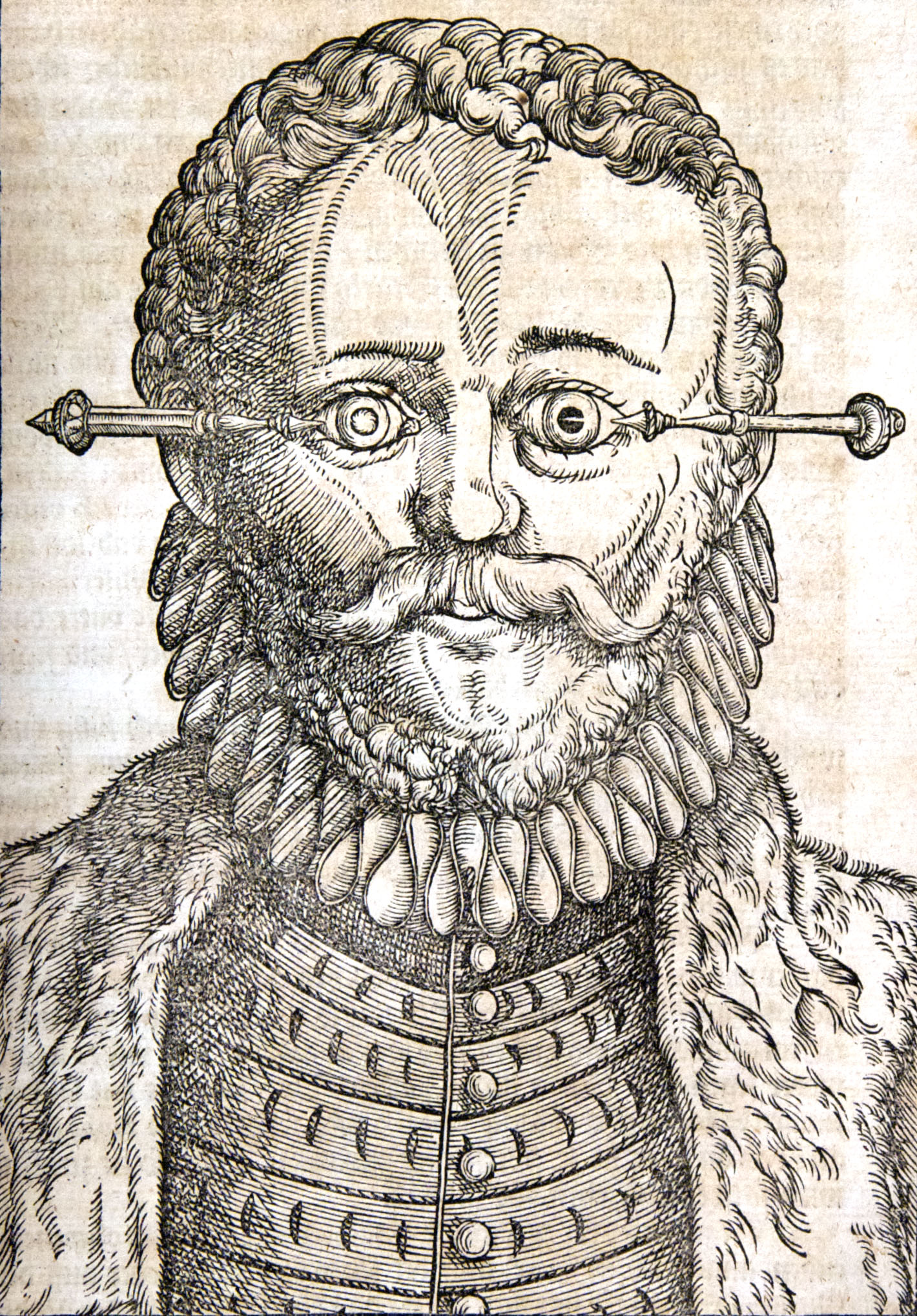
白内障手術墜下法(図1583年)

開眼者は13才の先天性白内障の少年だった。当時の開眼手術は白内障だけで、光が網膜に届くのを邪魔している白濁した水晶体を針で眼球の中(ガラス体)に堕として邪魔ものをなくし眼底まで光を通す、という紀元前から行われている墜下法(couching)だった。手術の歴史は長く、それなりに確立した手技だったが成功する保証はなかった。
少年の手術は成功したが、開眼直後の報告では彼は対象の区別ができず、当然距離も判らず「すべての対象が」「眼にくっついてる」ように感じた。少年は術前から昼夜はわかり、光が強ければ白と黒と緋色(Scarlet■)を判別できる程度の視能は持っていた。が、開眼直後それらの色は異なって見え、少年は色と色名を結びつけられなかった。こういった報告は地元のバークリーのみならず、ヴォルテールによってフランスにも伝えられ、コンディヤックもディドロもモリヌークス問題を論じた著作の中で取り上げた。

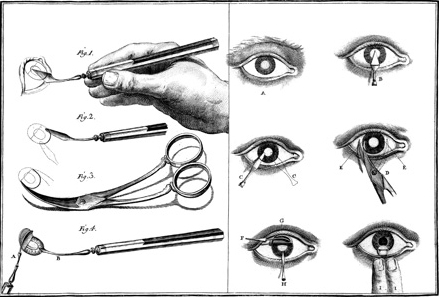
ダヴィエル式白内障手術法
(図1780年)

目の構造図

- フランスの外科・眼科医ジャック・ダヴィエル（フランス語版）の手術例もディドロは『盲人に関する手紙』で取り上げている[26]。ダヴィエルは紀元前から行われていた伝統的な白内障手術(墜下法)に新しい手技を持ち込んだ革新者である。その手術法は、水晶体を切ってそこから中の白濁したタンパク質を出す、というもので墜下法より難しい手技のため当初は広まらなかったが19世紀には主流となった。最初に行ったのは同じくフランスの2人の医師(Mītre-Jan、Michel Brisseau)で、手術中に失敗して後ろに水晶体が落ちず前眼房まで出てきてしまったので切って取り出した水晶体を調べて発表した(『白内障に関する新治験』1706,1707,1709)。ダヴィエルはこれを手順を整えた手術法として確立したのである[27]。彼は22例の開眼症例をまとめ、「手術後、目の前に出された対象に触らず、眼で見ただけでそれとわかった患者はひとりもいなかった」(1762年)と報告している。[26] なおディドロはダヴィエルの手術に実際に何度も立ち会っていると『盲人に関する手紙』の補遺(1782年頃)で書き、ある時ダヴィエルは、中途失明者である鍛冶屋が手術後も触覚に頼る習慣に依存するため「回復された感覚を」使わせるため「彼を手荒く扱うことが必要」で「ダヴィエルは彼をなぐりながら、”見ないか、この野郎！……”と言ったものだ」という目撃談を伝えている[28]。
- 以後の1800年代～1900年代の先天性および早期失明者の開眼手術例に関しては、日本の元良勇次郎・松本孝次郎(1896年)[29]、黒田亮(1930年)[30]、ドイツのMarius.von.Senden(マリウス・フォン・ゼンデン)（1932年）[31] が症例を集め発表している。
- 1900年代後半から2000年代にかけては鳥居修晃・望月登志子が自身の観察例を含め、開眼症例を広範な角度から考察した論文・著作を発表している[32]。
- 2003年、インド出身の科学者でボストンのマサチューセッツ工科大学教授en:Pawan Sinhaは、プロジェクト・プラカシュ[33]の中でモリヌークス問題に答えるプログラムを立て、条件の合致する5人を2007～2010年にかけて外科治療を行った。結論的には、鳥居・望月らの研究と同様「できない」であった。[34]

## 関連文献
- M.von.Senden (1932). Raum- und Gestaltuffssung bei operierten Blindgeborenen vor und nach der Operation (ドイツ ed.). Leipzig: J.A.Barth WorldCat
  - M.von.Senden, Peter Heath訳 (1960). Space and sight (英語 ed.). Methuen WorldCat
    - M・フォン・ゼンデン 著、鳥居修晃,望月登志子 訳『視覚発生論―先天盲開眼前後の触覚と視覚 (現代基礎心理学選書)』協同出版、2009年10月。ISBN 4319107020。
- 鳥居修晃「人間の視・触覚融合－先天性盲人が初めて見た世界」『日本ロボット学会誌』第8巻第6号、日本ロボット学会、1990年、132-134頁、doi:10.7210/jrsj.8.6_772、NAID 130000850191、2015年8月25日閲覧。
- 寺田和憲「視覚を有するエージェントのための触覚に基づく内部表現獲得手法に関する研究」奈良先端科学技術大学院大学 博士 (工学)、甲第178号、2001年、doi:10.11501/3185430、NAID 500000206440、NDLJP:3185430、2022年1月26日閲覧。 関連箇所"1.はじめに"(pp.4-5),"2-6.1 モリヌークス問題"(pp.21-23)
- 鈴木光太郎 (2014年6月11日). “実験心理学と経験主義哲学・啓蒙主義哲学を繋ぐ試み” (PDF). 科学研究費助成事業,研究成果報告書. 2016-3-8閲覧。 エラー: 閲覧日が正しく記入されていません。